# .250-3000 Savage
.250-3000 Savage — винтовочный патрон, созданный Чарльзом Ньютоном в 1915 году, известный также как .250 Savage. Патрон называется так, потому что первоначально он производился Savage Arms и снаряжался пулей весом 5.6 г., достигавшей скорости 3000 фут/с (910 м/с).

## Краткая история
Чарльз Ньютон разработал гильзу .250-3000 Savage специально под рычажную винтовку Сэведж 99. Ньютон советовал снаряжать патроны пулями массой 6,5 г, что позволило бы достигать скорости 850 м/с, но Сэведж Армс уменьшила массу пули для достижения скорости 910 м/с, таким образом сделав его первым американским патроном, способным развить данную скорость. Достижение такой скорости может быть причиной для выбора лёгкой для данного калибра пули массой 5,6 г. Ньютон ставил под сомнение, что рекламируемое увеличение скорости приведёт к уменьшению проникающей способности в телах крупных животных.
Американский ''Институт производителей спортивного оружия и боеприпасов'' (SAAMI) установил максимальное давление для данного патрона в 45000 CUP. Хотя данный патрон уступает по мощности более габаритному .25-06 Remington, но зато издаёт меньше шума и имеет меньшую отдачу. По характеристикам очень близок к .257 Roberts. Возможно, этот патрон в целом больше подходит для охоты, чем более популярный .30-30 Winchester, но в последние годы его теснят .257 Roberts и более настильные 6-мм патроны, типа .243 Winchester и т. п.
В настоящее время крайне мало новых образцов оружия производится под .250 Savage. Этот патрон имеет умеренную отдачу и хорошо подходит для охоты на мелкую дичь и оленей.

## Варианты
Некоторые охотники на грызунов используют улучшенную версию патрона известную под названием .250 Ackley или .250 Improved или .250 Ackley Improved, как двухцелевой патрон для стрельбы на средние дистанции. .250 Ackley отличается более крутым скатом гильзы и выпрямленными (то есть имеющими меньшую конусность) боковыми стенками — для увеличения внутреннего объёма гильзы для размещения в ней большего заряда пороха. Это позволило увеличить скорость более чем на 76 м/с по сравнению с заводскими патронами.